# IEEE 802.5
IEEE 802.5（あいとりぷるいーはちまるにてんご）は、媒体アクセス制御(MAC)に、トークン・パッシング・リング方式を使用するLANの仕様検討の為、IEEE 802.3ワーキンググループに設置されたタスクフォース。
トークン・パッシング・リング方式とは、トークン・パッシング方式の内、リング型トポロジーを使用するもの。ケーブルはシールドより対線で、通信速度は、4Mbit/secか16Mbit/secである。
さらに、アーリー・トークン・リリース、非シールドより対線を使用する仕様、二重リングによる自動構成制御などの仕様も規定されている。
| スタブアイコン | サブスタブ | この項目は、まだ閲覧者の調べものの参照としては役立たない、コンピュータに関連した書きかけの項目です。この項目を加筆・訂正などしてくださる協力者を求めています（P:コンピュータ）。 |